# Calothorax
Calothorax – rodzaj ptaków z podrodziny kolibrów (Trochilinae) w rodzinie kolibrowatych (Trochilidae).

## Zasięg występowania
Rodzaj obejmuje gatunki występujące w Stanach Zjednoczonych i Meksyku.

## Morfologia
Długość ciała 8–10 cm; masa ciała 2,6–3,5 g.

## Systematyka

### Etymologia
- Calothorax: gr. καλος kalos „piękny”; θωραξ thōrax, θωρακος thōrakos „napierśnik”[7].
- Lucifer: w mitologii rzymskiej Lucyfer, był personifikacją gwiazdy wieczornej Wenus, od łac. lucifer „niosący światło”, od lux, lucis „światło”; -fera „niosący”, od ferre „nosić”, od Fosforosa (gr. Φωσφoρος Phōsphoros), w mitologii greckiej nosiciela światła i brata Hesperosa[8]. Gatunek typowy: Cynanthus lucifer Swainson, 1827.
- Cora: Cora, inkaska kapłanka słońca w powieści Jeana Marmontela „Les Incas, ou la destroy de l’Empire du Pérou” z 1777 roku[9]. Nomen nudum.
- Cyanopogon: epitet gatunkowy Ornismya cyanopogon Lesson, 1829[a][10]. Nomen nudum.
- Elisa: etymologia nieznana, prawdopodobnie eponim[11]. Nomen nudum.
- Manilia: Manilia (ok. 100 roku), rzymska kurtyzana i osławiona rozpustnica[12]. Gatunek typowy: Calothorax pulchra Gould, 1859.

### Podział systematyczny
Do rodzaju należą następujące gatunki:
- Calothorax lucifer (Swainson, 1827) – koliberek pustynny
- Calothorax pulcher Gould, 1859 – koliberek wspaniały